# Евровидение-1956
Конкурс песни Евровидение 1956 (англ. Eurovision Song Contest 1956; фр. Concours Eurovision de la chanson 1956; нем. Eurovision Liedwettbewerb 1956; итал. Concorso Eurovisione della Canzone 1956; роман. Concurs da musica Eurovision 1956) — 1-й конкурс песни «Евровидение», организованный Европейским вещательным союзом (ЕВС). Проходил в Лугано (Швейцария) 24 мая 1956 года. Изначально, конкурс назывался «Гран-При Евровидения европейской песни 1956» (итал. Gran Premio Eurovisione 1956 della Canzone Europea, фр. Grand Prix Eurovision de la Chanson Européenne 1956).
В конкурсе приняли участие 7 стран, представив по две песни от каждой.
Победителем стала представительница страны-организатора — Швейцарии, Лиз Ассиа с песней «Refrain».
Это был единственный конкурс, результаты которого (помимо первого места) неизвестны; а также один из двух (наряду с конкурсом 1964 года), видеозапись которого не сохранилась.

## История
В середине 1950-х годов члены Европейского вещательного союза (ЕВС) решили создать зрелищную развлекательную программу, которая бы способствовала культурному объединению Европы после Второй мировой войны. В январе 1955 года генеральный директор Швейцарского телевидения Марсель Безансон предложил провести международный конкурс, определяющий лучшую песню Европы. Его идея была одобрена на Генеральной ассамблее ЕВС в Риме 19 октября 1955 года. За образец был взят музыкальный фестиваль в Сан-Ремо (Италия).

## Место проведения
Лугано (итал. Lugano) — город в швейцарском италоязычном кантоне Тичино. Город находится на высоте 273 метра над уровнем моря, на северном берегу одноимённого озера, и является девятым в стране по населению и крупнейшим италоговорящим городом за пределами Италии.
Первым в истории конкурса местом проведения стал небольшой театр «Курсааль» (ныне «Casinò Lugano»).

## Формат
Первым ведущим Евровидения был Лоэнгрин Филипелло, а сам конкурс шёл 1 час и 40 минут, и был, главным образом, радиопрограммой. Видеокамеры в студии появились только из-за немногих европейцев, у которых была возможность смотреть конкурс по телевизору. Помимо исполнения песни-победителя на бис, видеозаписи самого конкурса не сохранились, и он является одним из двух (наряду с конкурсом 1964 года), сохранившихся лишь в аудио-формате.
К исполнению допускались только сольные артисты, а их песни должны были длиться не более трёх с половиной минут. Каждая страна представляла две песни. Исполнялись они либо двумя разными певцами, либо одним и тем же.

### Система голосования
Два члена жюри из каждой из участвующих стран (кроме представителей Люксембурга, которые не смогли прибыть в Лугано) отправились на конкурс, чтобы оценивать песни. Голосование было тайным, и члены жюри возможно могли голосовать и за свои страны. Кроме того, ЕВС разрешил швейцарскому жюри голосовать от имени отсутствующей делегации Люксембурга. Интервал-акт в исполнении «Les Trois Ménestrels» пришлось продлить из-за задержки в процедуре голосования. Данная система была подвергнута критике и никогда не повторялась.
Известно, что Лиз Ассиа набрала 102 балла. Результаты других песен не были разглашены и не сохранились, так как после конкурса все бюллетени были уничтожены.

## Участвующие страны
Семь стран приняли участие в первом в истории конкурсе песни Евровидение, каждая с двумя песнями. Ожидалось также участие ещё двух стран: Австрии и Дании, однако они пропустили срок окончания подачи заявок. Считалось, что Великобритания также пропустила крайний срок для участия в конкурсе, но в январе 2017 года ЕВС заявил, что это было необоснованное предположение, распространённое поклонниками конкурса.
|  |  |  |  |

| Страна        | Вещатель   | Исполнитель           | Песня                             | Перевод                              | Язык          | Автор(ы)                           | Дирижёр        |
| ------------- | ---------- | --------------------- | --------------------------------- | ------------------------------------ | ------------- | ---------------------------------- | -------------- |
| Бельгия       | INR        | Фуд Леклерк           | «Messieurs les noyés de la Seine» | «Господа утопленники Сены»           | Французский   | Жан Мире, Робер Монталь, Джэк Сэй  | Лео Сури       |
| Бельгия       | INR        | Мони Марк             | «Le Plus Beau Jour de ma vie»     | «Самый прекрасный день в моей жизни» | Французский   | Клод Аликс, Давид Беэ              | Лео Сури       |
| Германия      | ARD (NWRV) | Вальтер Андреас Шварц | «Im Wartesaal zum großen Glück»   | «В зале ожидания большого счастья»   | Немецкий      | Вальтер Андреас Шварц              | Фернандо Паджи |
| Германия      | ARD (NWRV) | Фредди Квинн          | «So geht das jede Nacht»          | «Так происходит каждую ночь»         | Немецкий      | Петер Мёссер, Лотар Олиас          | Фернандо Паджи |
| Италия        | RAI        | Франка Раймонди       | «Aprite le finestre»              | «Откройте окна»                      | Итальянский   | Вирджилио Пандзути, Пино Перотти   | Джан Стеллари  |
| Италия        | RAI        | Тонина Торрьелли      | «Amami se vuoi»                   | «Люби меня, если хочешь»             | Итальянский   | Витторио Маскерони, Марио Пандзери | Джан Стеллари  |
| Люксембург    | CLT        | Мишель Арно           | «Ne crois pas»                    | «Не верь»                            | Французский   | Кристиан Гиттро                    | Жак Ласри      |
| Люксембург    | CLT        | Мишель Арно           | «Les Amants de minuit»            | «Полуночные влюблённые»              | Французский   | Пьер Ламбри, Симон Лоренсан        | Жак Ласри      |
| Нидерланды    | NTS        | Йетти Парл            | «De vogels van Holland»           | «Птицы Голландии»                    | Нидерландский | Кор Лемэр, Анни Шмидт              | Фернандо Паджи |
| Нидерланды    | NTS        | Корри Броккен         | «Voorgoed voorbij»                | «Завершилось навсегда»               | Нидерландский | Йелле де Врис                      | Фернандо Паджи |
| Франция       | RTF        | Мате Альтери          | «Le temps perdu»                  | «Потерянное время»                   | Французский   | Андре Лодж, Рашель Торо            | Франк Пурсель  |
| Франция       | RTF        | Дани Доберсон         | «Il est là»                       | «Он рядом»                           | Французский   | Симон Валлорис                     | Франк Пурсель  |
| Швейцария (Х) | SRG SSR    | Лиз Ассиа             | «Das alte Karussell»              | «Старая карусель»                    | Немецкий      | Георг Бетц-Шталь                   | Фернандо Паджи |
| Швейцария (Х) | SRG SSR    | Лиз Ассиа             | «Refrain»                         | «Рефрен»                             | Французский   | Эмиль Гардаз, Жео Вумар            | Фернандо Паджи |

## Результаты
Кроме выигравшей песни, результаты нигде не публиковались. Журналист Саймон Баркли в своей книге «The Complete and Independent Guide to the Eurovision Song Contest 2010» («Полный и независимый справочник по Конкурсу Евровидение 2010») опубликовал таблицу с результатами конкурса, однако не указал источник и добавил, что «голоса никогда не разглашались». Другой журналист — Ян Феддерсен, утверждает, что на втором месте оказалась песня «Im Wartesaal zum großen Glück», представлявшая Германию. Есть также предположение, что из-за этого следующий конкурс принимала Германия. На официальной странице конкурса все песни, кроме победителя, записаны, как занявшие второе место.
| №  | Страна        | Песня                             | Место | Баллы               |
| -- | ------------- | --------------------------------- | ----- | ------------------- |
| 01 | Нидерланды    | «De vogels van Holland»           | —     | Баллы не оглашались |
| 02 | Швейцария (Х) | «Das alte Karussell»              | —     | Баллы не оглашались |
| 03 | Бельгия       | «Messieurs les noyés de la Seine» | —     | Баллы не оглашались |
| 04 | Германия      | «Im Wartesaal zum großen Glück»   | —     | Баллы не оглашались |
| 05 | Франция       | «Le temps perdu»                  | —     | Баллы не оглашались |
| 06 | Люксембург    | «Ne crois pas»                    | —     | Баллы не оглашались |
| 07 | Италия        | «Aprite le finestre»              | —     | Баллы не оглашались |
| 08 | Нидерланды    | «Voorgoed voorbij»                | —     | Баллы не оглашались |
| 09 | Швейцария (Х) | «Refrain»                         | 1     | Баллы не оглашались |
| 10 | Бельгия       | «Le Plus Beau Jour de ma vie»     | —     | Баллы не оглашались |
| 11 | Германия      | «So geht das jede Nacht»          | —     | Баллы не оглашались |
| 12 | Франция       | «Il est là»                       | —     | Баллы не оглашались |
| 13 | Люксембург    | «Les Amants de minuit»            | —     | Баллы не оглашались |
| 14 | Италия        | «Amami se vuoi»                   | —     | Баллы не оглашались |

## Трансляция
Каждый национальный вещатель отправил на конкурс комментаторов, для того, чтобы обеспечить охват конкурса на родном языке. Подробная информация о комментаторах и вещателях представлена в таблице, приведённой ниже.

#### Участвующие страны
- Нидерланды — Пит те Нёйл младший (NTS)
- Швейцария — Жорж Арди (SRG SSR)
- Бельгия — Жанин Ламботт (INR); Нанд Баэрт (NIR)
- Германия — Вольф Миттлер (ARD, BR, RB и SWF)
- Франция — Мишель Ребель (RTF)
- Люксембург — Жак Навадик (CLT)
- Италия — Бьянка Мария Пиччинино (RAI)

#### Неучаствующие страны
- Австрия — Вольф Миттлер (ÖRF)
- Бельгийское Конго — Жанин Ламботт (INR); Нанд Баэрт (NIR)
- Великобритания — Уилфрид Томас (BBC)
- Дания — Гуннар Хансен (SR)